# Saonara
Saonara é uma comuna italiana da região do Vêneto, província de Pádua, com cerca de 8.760 habitantes. Estende-se por uma área de 13 km², tendo uma densidade populacional de 674 hab/km². Faz fronteira com Legnaro, Padova, Sant'Angelo di Piove di Sacco, Vigonovo (VE).

## Demografia
| Variação demográfica do município entre 1861 e 2011                               |
|                                                                                   |
| Fonte: Istituto Nazionale di Statistica (ISTAT) - Elaboração gráfica da Wikipedia |